# Eudiaptomus zachariasi
Eudiaptomus zachariasi is een eenoogkreeftjessoort uit de familie van de Diaptomidae. De wetenschappelijke naam van de soort is voor het eerst geldig gepubliceerd in 1886 door Poppe.